# Стамбулов, Хамзат Зулумханович
Хамзат Зулумханович Стамбулов (3 мая 1988, с. Новочуртах, Новолакский район, Дагестанская АССР, РСФСР, СССР) — российский грэпплер, член сборной команды России, чемпион России, Европы и мира.

## Биография
Является уроженцем села Новочуртах Новолакского района. После окончания школы, в 2009 году Хамзат проходил в службу в рядах Вооруженных сил России. С юных лет увлёкся вольной борьбой. Его наставником и тренером был Ибрагим Гагаев, который воспитал множество чемпионов страны и мира по грэпплингу и бразильскому джиу-джитсу. В 2014 года победил на престижном турнире по грэпплингу Top Grappler 2014, а в 2016 году — на турнире ADCC European Trials в Германии. В конце марта 2018 года на чемпионате России, проходившем в Кемерово, стал чемпионом, выиграв по ходу соревнований три схватки. В соревнованиях участвовали более двухсот спортсменов из 39 регионов страны. В апреле 2018 года в Каспийске стал чемпионом Европы.
Накануне чемпионата мира Стамбулов повредил колено. Однако, опасаясь пропустить чемпионат, он никому ничего не сказал. Фактически он провёл чемпионат на одной ноге. Тем не менее, он оказался настолько хорошо подготовлен, что выигрывал все схватки с явным преимуществом. Так, в четвертьфинале он победил своего соперника сабмишном, в полуфинале победил американского борца Т. Кларка со счётом 11:1, а в финале победил украинского спортсмена В. Матейко со счётом 9:0.

## Спортивные результаты
- Чемпионат России по грэпплингу 2014 года — [7];
- Чемпионат России по грэпплингу 2018 года — .